# Penicillium sajarovii
Penicillium sajarovii är en svampart som beskrevs av Quintan. 1981. Penicillium sajarovii ingår i släktet Penicillium och familjen Trichocomaceae.   Inga underarter finns listade i Catalogue of Life.